# 須磨浦ロープウェイ

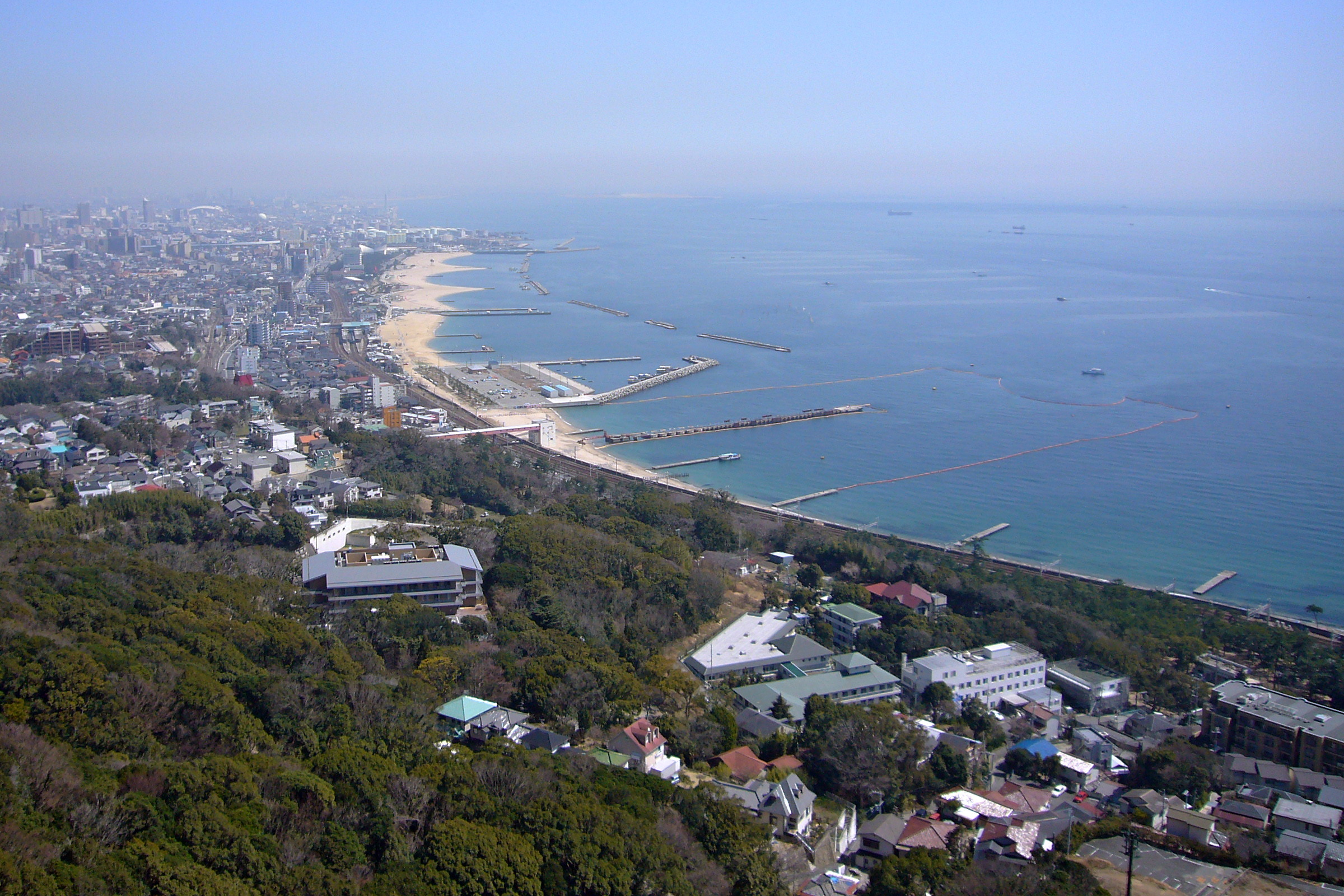
ゴンドラからの眺望

須磨浦ロープウェイ（すまうらロープウェイ）は、兵庫県神戸市須磨区の須磨浦公園駅から同区の鉢伏山上駅（鉢伏山の山頂駅）までを結ぶ山陽電気鉄道の索道（ロープウェイ）である。
かつて、山陽電気鉄道子会社の須磨浦遊園株式会社が運営していたが、2019年12月1日から山陽電気鉄道の直営になっている。

## 路線データ
- 全長（傾斜長）：466m[1]
- 高低差：181m[2]
- 最大斜度：31度51分[2]
- 走行方式：3線交走式[2]
- 最高運転速度：2.5m/s[2]
- 所要時間：3分15秒[2]
- 駅数：2駅（起終点駅含む）
- 搬器（ゴンドラ）
  - メーカー：川崎重工業（2007年製作）[2]
  - 定員：30人[2]（新型コロナウイルス感染症への対策として乗車人員を15人に制限している[3]）
  - 車両数：2両（赤塗色の「やまひこ」、白塗色の「うみひこ」の愛称が付けられている）[2]

## 歴史
- 1957年（昭和32年）9月18日 - 山陽電気鉄道の直営で開業[1][4]。
- 1989年（平成元年）7月5日 - 須磨浦遊園株式会社を設立し索道・須磨浦山上遊園の運営を委託[4]。
- 2007年（平成19年） - 搬器を更新[3][2]。
- 2019年（令和元年）12月1日 - 山陽電気鉄道の直営となる[4]。
- 2020年（令和2年）11月4日 - この日より、リニューアル工事のため運休となる[3]。同時に須磨浦山上遊園も休園。
- 2021年（令和3年）3月25日 - リニューアル工事を終えて、営業再開[5]。この日より手動運転から自動運転に移行した[5]。

## 駅一覧
| 駅名         | 累計キロ | 接続路線                                                           |
| ------------ | -------- | ------------------------------------------------------------------ |
| 須磨浦公園駅 | 0.000    | 山陽電気鉄道：本線 (SY 07)                                         |
| 鉢伏山上駅   | 0.466    | カーレーター（頂上の回転展望閣では旗振山へ向かう観光リフトと連絡） |

- 鉢伏山上駅は、媒体によって須磨浦山上遊園（駅）と表記される場合がある[2][5]。